# Lalm
Lalm este o localitate din comuna Vågå, provincia Oppland, Norvegia, cu o suprafață de 0,34 km² și o populație de 343 locuitori (2013).